# Vuelta a San Juan 2023
La Vuelta a San Juan 2023, trentanovesima edizione della corsa e valevole come prima prova dell'UCI ProSeries 2023 categoria 2.Pro, si svolse in sette tappe dal 22 al 29 gennaio 2023 su un percorso di 1152 km, con partenza e arrivo a San Juan, in Argentina. La corsa torna in calendario dopo due anni in cui è stata annullata a causa della pandemia di COVID-19. La vittoria fu appannaggio del colombiano Miguel Ángel López, il quale completò il percorso in 25h40'57", alla media di 46,77 kmh, precedendo l'italiano Filippo Ganna e il connazionale Sergio Higuita. 
Sul traguardo di San Juan 133 ciclisti, su 154 partiti dalla medesima località, portarono a termine la competizione.

## Tappe
| Tappa  | Data       | Percorso                                                    | km    | Vincitore di tappa | Leader cl. generale |
| ------ | ---------- | ----------------------------------------------------------- | ----- | ------------------ | ------------------- |
| 1ª     | 22 gennaio | San Juan > San Juan                                         | 143,9 | Sam Bennett        | Sam Bennett         |
| 2ª     | 23 gennaio | Villa San Agustín > San José de Jáchal                      | 201,1 | Fabio Jakobsen     | Sam Bennett         |
| 3ª     | 24 gennaio | Circuito San Juan Villicum > Circuito San Juan Villicum     | 170,9 | Quinn Simmons      | Sam Bennett         |
| 4ª     | 25 gennaio | Circuito San Juan Villicum > Barreal                        | 196,5 | Fernando Gaviria   | Fernando Gaviria    |
|        | 26 gennaio | giorno di riposo                                            |       |                    |                     |
| 5ª     | 27 gennaio | Chimbas > Alto del Colorado                                 | 173,7 | Miguel Ángel López | Miguel Ángel López  |
| 6ª     | 28 gennaio | Velódromo Vicente A. Chancay > Velódromo Vicente A. Chancay | 144,9 | Sam Welsford       | Miguel Ángel López  |
| 7ª     | 29 gennaio | San Juan > San Juan                                         | 112   | Sam Welsford       | Miguel Ángel López  |
| Totale | Totale     | Totale                                                      | 1152  |                    |                     |

## Squadre e corridori partecipanti
Alla competizione prenderanno parte 26 squadre: 7 iscritte all'UCI World Tour 2023, 5 formazioni UCI ProTeam, 10 formazioni UCI Continental Team e 5 squadre nazionali.
| N.      | Cod. | Squadra                           |
| ------- | ---- | --------------------------------- |
| 1-6     | SOQ  | Soudal Quick-Step                 |
| 11-16   | BOH  | Bora-Hansgrohe                    |
| 21-26   | TFS  | Trek-Segafredo                    |
| 31-36   | AST  | Astana Qazaqstan Team             |
| 41-46   | MOV  | Movistar Team                     |
| 51-56   | DSM  | Team DSM                          |
| 61-66   | IGD  | Ineos Grenadiers                  |
| 71-76   | IPT  | Israel-Premier Tech               |
| 81-86   | EOK  | Eolo-Kometa Cycling Team          |
| 91-96   | GBF  | Green Project-BardianiCSF-Faizanè |
| 101-106 | COR  | Team Corratec                     |
| 111-116 | ATF  | AP Hotels & Resorts-Tavira        |
| 121-126 | TEN  | TotalEnergies                     |

| N.      | Cod. | Squadra                          |
| ------- | ---- | -------------------------------- |
| 131-136 | ARG  | Argentina                        |
| 141-146 | ITA  | Italia                           |
| 151-156 | MDR  | Municipalidad de Rawson          |
| 161-166 | EMP  | Municipalidad de Pocito          |
| 171-176 | SEP  | Sindicato Empleados Públicos     |
| 181-186 | CTQ  | Chimbas Te Quiero                |
| 191-196 | EGD  | Gremios por el Deporte Cutral Co |
| 201-206 | AVF  | AVFatima-San Juan Biker Motos    |
| 211-216 | MED  | Team Medellín-EPM                |
| 221-226 | TBG  | Team Banco Guayaquil Ecuador     |
| 231-236 | PCV  | Panamá Es Cultura y Valores      |
| 241-246 | CHI  | Cile                             |
| 251-256 | URY  | Uruguay                          |

## Dettagli delle tappe

### 1ª tappa
- 22 gennaio: San Juan > San Juan – 143,9 km

Risultati
| Pos. | Corridore       | Squadra | Tempo    |
| ---- | --------------- | ------- | -------- |
| 1    | Sam Bennett     | Bora    | 3h19'16" |
| 2    | Michael Mørkøv  | Soudal  | s.t.     |
| 3    | Giacomo Nizzolo | Israel  | s.t.     |

| Pos. | Corridore       | Squadra | Tempo    |
| ---- | --------------- | ------- | -------- |
| 1    | Sam Bennett     | Bora    | 3h19'06" |
| 2    | Michael Mørkøv  | Soudal  | a 4"     |
| 3    | Giacomo Nizzolo | Israel  | a 6"     |

### 2ª tappa
- 23 gennaio: Villa San Agustín > San José de Jáchal – 201,1 km

Risultati
| Pos. | Corridore        | Squadra  | Tempo    |
| ---- | ---------------- | -------- | -------- |
| 1    | Fabio Jakobsen   | Soudal   | 4h22'22" |
| 2    | Fernando Gaviria | Movistar | s.t.     |
| 3    | Jon Aberasturi   | Trek     | s.t.     |

| Pos. | Corridore        | Squadra  | Tempo    |
| ---- | ---------------- | -------- | -------- |
| 1    | Sam Bennett      | Bora     | 7h41'48" |
| 2    | Fabio Jakobsen   | Soudal   | s.t.     |
| 3    | Fernando Gaviria | Movistar | a 4"     |

### 3ª tappa
- 24 gennaio: Circuito San Juan Villicum > Circuito San Juan Villicum – 170,9 km

Risultati
| Pos. | Corridore           | Squadra   | Tempo    |
| ---- | ------------------- | --------- | -------- |
| 1    | Quinn Simmons       | Trek      | 3h49'30" |
| 2    | Maximiliano Richeze | Argentina | s.t.     |
| 3    | Sam Bennett         | Bora      | s.t.     |

| Pos. | Corridore        | Squadra  | Tempo     |
| ---- | ---------------- | -------- | --------- |
| 1    | Sam Bennett      | Bora     | 11h30'54" |
| 2    | Fabio Jakobsen   | Soudal   | a 6"      |
| 3    | Fernando Gaviria | Movistar | a 8"      |

### 4ª tappa
- 25 gennaio: Circuito San Juan Villicum > Barreal – 196,5 km

Risultati
| Pos. | Corridore        | Squadra       | Tempo    |
| ---- | ---------------- | ------------- | -------- |
| 1    | Fernando Gaviria | Movistar      | 4h35'27" |
| 2    | Peter Sagan      | TotalEnergies | s.t.     |
| 3    | Filippo Ganna    | Ineos         | s.t.     |

| Pos. | Corridore        | Squadra       | Tempo     |
| ---- | ---------------- | ------------- | --------- |
| 1    | Fernando Gaviria | Movistar      | 16h06'39" |
| 2    | Peter Sagan      | TotalEnergies | a 10"     |
| 3    | Juan Pablo Dotti | SEP S. Juan   | a 13"     |

### 5ª tappa
- 27 gennaio: Chimbas > Alto del Colorado – 173,7 km

Risultati
| Pos. | Corridore          | Squadra  | Tempo    |
| ---- | ------------------ | -------- | -------- |
| 1    | Miguel Ángel López | Medellín | 4h07'10" |
| 2    | Filippo Ganna      | Ineos    | a 30"    |
| 3    | Sergio Higuita     | Bora     | a 38"    |

| Pos. | Corridore          | Squadra  | Tempo     |
| ---- | ------------------ | -------- | --------- |
| 1    | Miguel Ángel López | Medellín | 20h13'37" |
| 2    | Filippo Ganna      | Ineos    | a 30"     |
| 3    | Sergio Higuita     | Bora     | a 44"     |

### 6ª tappa
- 28 gennaio: Velódromo Vicente A. Chancay > Velódromo Vicente A. Chancay – 144,9 km

Risultati
| Pos. | Corridore        | Squadra  | Tempo    |
| ---- | ---------------- | -------- | -------- |
| 1    | Sam Welsford     | DSM      | 3h03'39" |
| 2    | Sam Bennett      | Bora     | s.t.     |
| 3    | Fernando Gaviria | Movistar | s.t.     |

| Pos. | Corridore          | Squadra  | Tempo     |
| ---- | ------------------ | -------- | --------- |
| 1    | Miguel Ángel López | Medellín | 23h17'16" |
| 2    | Filippo Ganna      | Ineos    | a 30"     |
| 3    | Sergio Higuita     | Bora     | a 44"     |

### 7ª tappa
- 29 gennaio: San Juan > San Juan – 112 km

Risultati
| Pos. | Corridore       | Squadra | Tempo    |
| ---- | --------------- | ------- | -------- |
| 1    | Sam Welsford    | DSM     | 2h23'41" |
| 2    | Fabio Jakobsen  | Soudal  | s.t.     |
| 3    | Giacomo Nizzolo | Israel  | s.t.     |

| Pos. | Corridore          | Squadra  | Tempo     |
| ---- | ------------------ | -------- | --------- |
| 1    | Miguel Ángel López | Medellín | 25h40'57" |
| 2    | Filippo Ganna      | Ineos    | a 30"     |
| 3    | Sergio Higuita     | Bora     | a 44"     |

## Evoluzione delle classifiche
| Tappa              | Vincitore          | Classifica generale Maglia a pois blu | Classifica scalatori Maglia ocra | Classifica sprint intermedi Maglia gialla | Classifica giovani Maglia verde | Classifica a squadre |
| ------------------ | ------------------ | ------------------------------------- | -------------------------------- | ----------------------------------------- | ------------------------------- | -------------------- |
| 1ª                 | Sam Bennett        | Sam Bennett                           | Christofer Jurado                | Leonardo Cobarrubia                       | Tobias Lund Andresen            | Bora-Hansgrohe       |
| 2ª                 | Fabio Jakobsen     | Sam Bennett                           | Tomás Contte                     | Gerardo Tivani                            | Tobias Lund Andresen            | Team DSM             |
| 3ª                 | Quinn Simmons      | Sam Bennett                           | Tomás Contte                     | Daniel Juárez                             | Tobias Lund Andresen            | Bora-Hansgrohe       |
| 4ª                 | Fernando Gaviria   | Fernando Gaviria                      | Manuele Tarozzi                  | Gerardo Tivani                            | Tobias Lund Andresen            | TotalEnergies        |
| 5ª                 | Miguel Ángel López | Miguel Ángel López                    | Manuele Tarozzi                  | Gerardo Tivani                            | Matthew Riccitello              | Ineos Grenadiers     |
| 6ª                 | Sam Welsford       | Miguel Ángel López                    | Manuele Tarozzi                  | Gerardo Tivani                            | Matthew Riccitello              | Ineos Grenadiers     |
| 7ª                 | Sam Welsford       | Miguel Ángel López                    | Manuele Tarozzi                  | Gerardo Tivani                            | Matthew Riccitello              | Ineos Grenadiers     |
| Classifiche finali | Classifiche finali | Miguel Ángel López                    | Manuele Tarozzi                  | Gerardo Tivani                            | Matthew Riccitello              | Ineos Grenadiers     |

## Classifiche finali

### Classifica generale - Maglia a pois blu
| Pos. | Corridore          | Squadra     | Tempo     |
| ---- | ------------------ | ----------- | --------- |
| 1    | M. Ángel López     | Medellín    | 25h40'57" |
| 2    | Filippo Ganna      | Ineos       | a 30"     |
| 3    | Sergio Higuita     | Bora        | a 44"     |
| 4    | Einer Rubio        | Movistar    | a 50"     |
| 5    | Brandon Rivera     | Ineos       | a 1'01"   |
| 6    | Nicolás Paredes    | SEP S. Juan | a 1'19"   |
| 7    | Remco Evenepoel    | Soudal      | s.t.      |
| 8    | Kevin Vermaerke    | DSM         | a 1'30"   |
| 9    | Matthew Riccitello | Israel      | a 1'41"   |
| 10   | Quinn Simmons      | Trek        | a 1'46"   |

### Classifica scalatori - Maglia ocra
| Pos. | Corridore         | Squadra     | Punti |
| ---- | ----------------- | ----------- | ----- |
| 1    | Manuele Tarozzi   | Bardiani    | 24    |
| 2    | Christofer Jurado | Panamá      | 19    |
| 3    | Juan Pablo Dotti  | SEP S. Juan | 14    |
| 4    | M. Ángel López    | Medellín    | 10    |
| 5    | Filippo Ganna     | Ineos       | 8     |

### Classifica sprint intermedi - Maglia gialla
| Pos. | Corridore          | Squadra     | Punti |
| ---- | ------------------ | ----------- | ----- |
| 1    | Geraldo Tivani     | AVFatima    | 19    |
| 2    | Emiliano Contreras | Chimbas     | 9     |
| 3    | Laureano Rosas     | Gremios     | 7     |
| 4    | Juan Pablo Dotti   | SEP S. Juan | 5     |
| 5    | Mathias Vacek      | Trek        | 4     |

### Classifica giovani - Maglia verde
| Pos. | Corridore          | Squadra | Tempo     |
| ---- | ------------------ | ------- | --------- |
| 1    | Matthew Riccitello | Israel  | 25h42'38" |
| 2    | Quinn Simmons      | Trek    | a 5"      |
| 3    | Vicente Rojas      | Cile    | a 31"     |
| 4    | Mathias Vacek      | Trek    | a 2'41"   |
| 5    | Marco Brenner      | DSM     | a 7'29"   |

### Classifica a squadre
| Pos. | Squadra                   | Tempo     |
| ---- | ------------------------- | --------- |
| 1    | Ineos Grenadiers          | 77h05'22" |
| 2    | Movistar Team             | a 2'20"   |
| 3    | Medellín                  | a 3'04"   |
| 4    | Soudal Quick-Step         | a 4'05"   |
| 5    | Green Project-BardianiCSF | a 5'21"   |